# Castillo de Flers

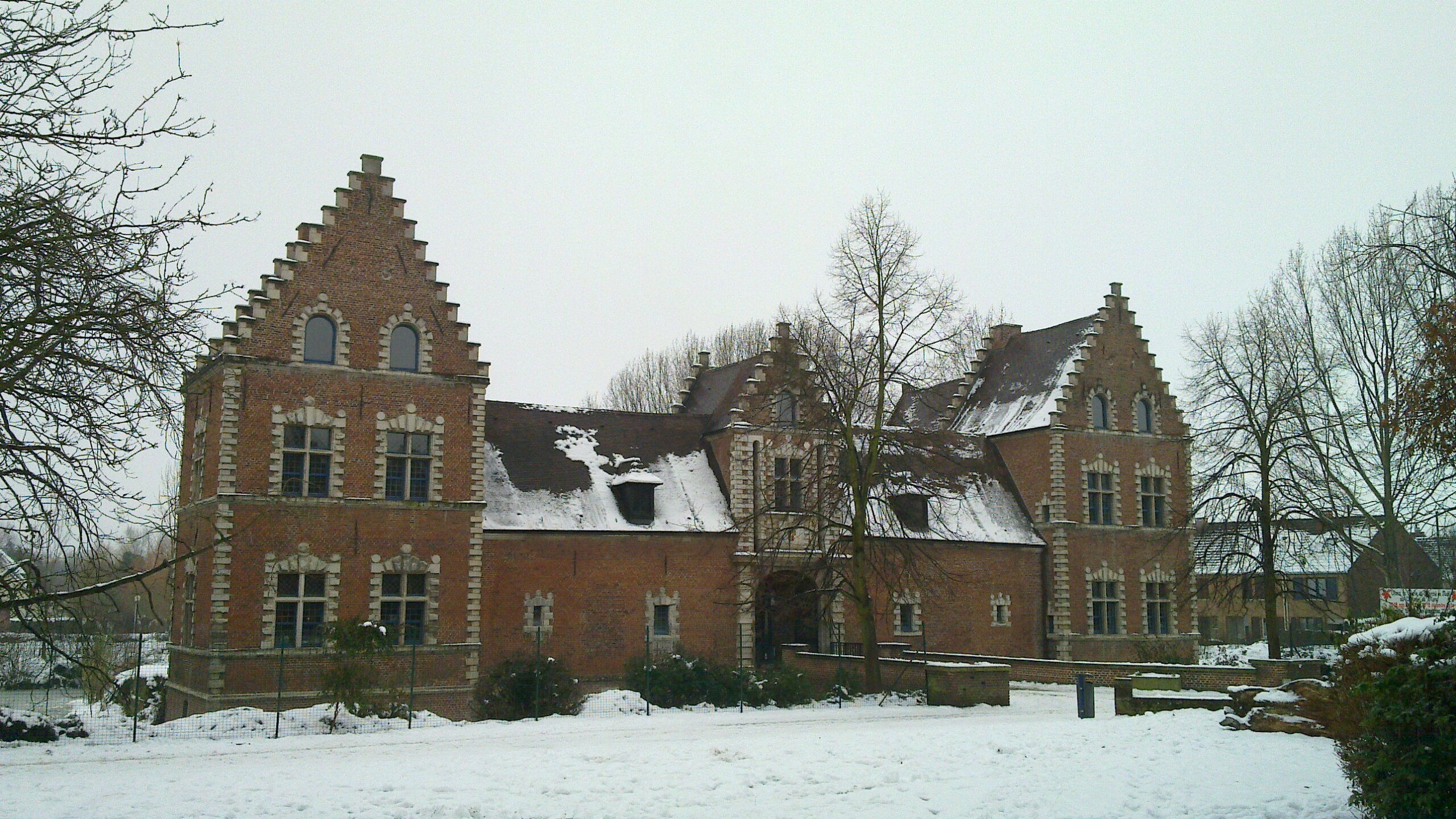
Castillo de Flers durante el invierno.

El castillo de Flers es un castillo situado en Villeneuve-d'Ascq en el departamento del Norte de Francia. Fue construido en 1661. Su arquitectura es típica de la arquitectura rural flamenca del siglo XVII. Alberga un museo y la oficina turística de la ciudad Villeneuve-d'Ascq.